# Wirtschaftskammer Salzburg
Die Wirtschaftskammer Salzburg (WKS) ist eine der neun Landeskammern der österreichischen Wirtschaft und damit die alleinige gesetzliche Interessenvertretung der Wirtschaft im Land Salzburg.

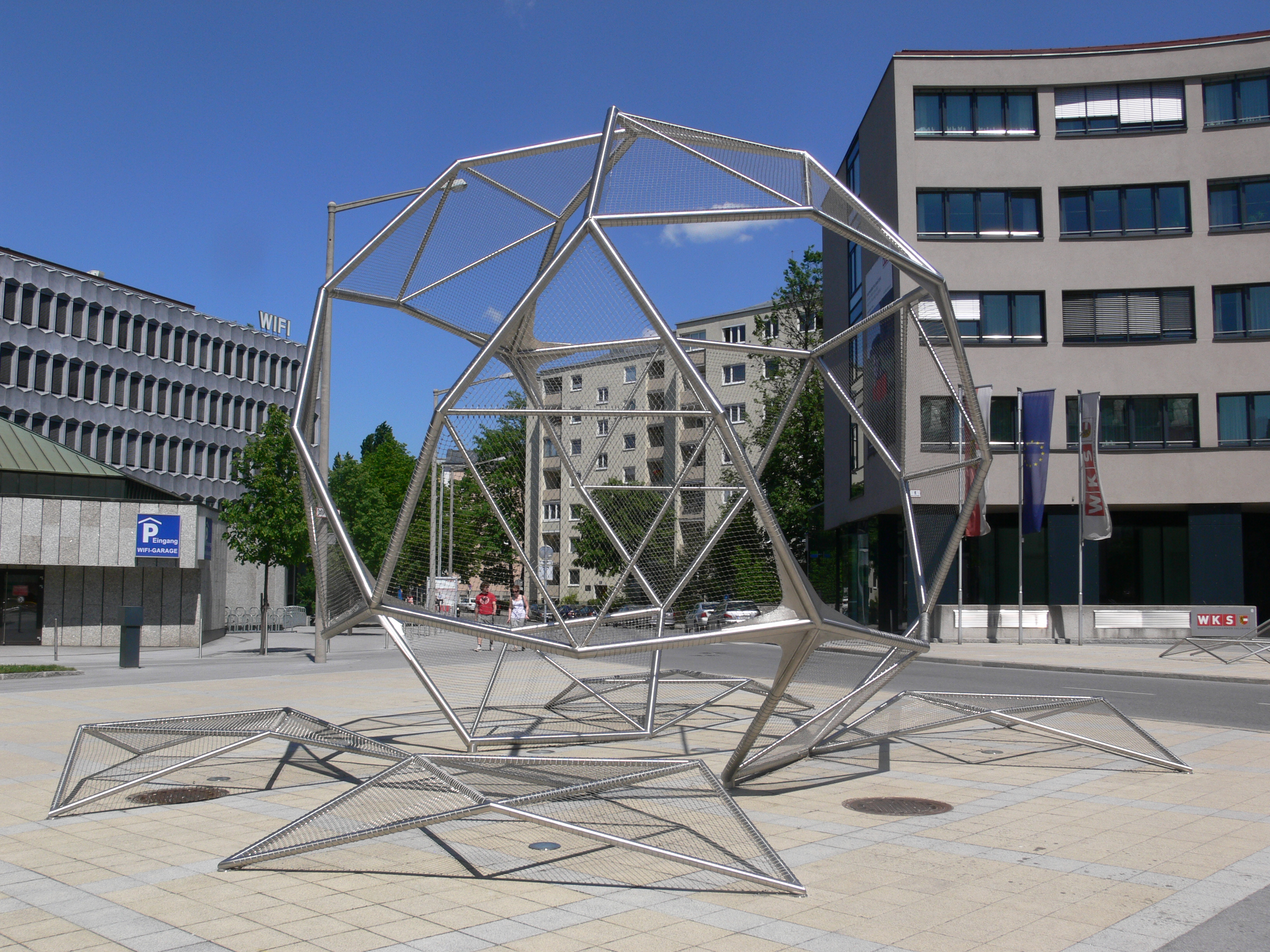
Wirtschaftskammer Salzburg am Julius-Raab-Platz

## Geschichte
Vorgängerorganisationen waren der 1847 konstituierte Salzburger Gewerbeverein, die 1851 gegründete Handels- und Gewerbekammer für das Herzogtum Salzburg beziehungsweise die Salzburger Handelskammer, deren konstituierende Hauptversammlung am 2. Februar 1938 stattfand. Nach dem Zweiten Weltkrieg gab die Kammer der gewerblichen Wirtschaft am 2. August 1950 erstmals die Zeitung Salzburger Wirtschaft heraus. 1993 änderte die Handelskammerorganisation ihre Bezeichnung zu Wirtschaftskammer.

## Mitgliedschaft
Kraft Gesetzes gehören der Wirtschaftskammer als Mitglieder an: Alle Personen, die zum selbstständigen Betrieb einer Unternehmung (Gewerbe, Handwerk, Industrie, Handel u. a.) berechtigt sind. Mit Stand 31. Dezember 2024 zählte die öffentlich-rechtliche Körperschaft 63.533 Mitglieder, davon sind 9.619 ruhend gestellte Mitglieder.

### Mitglieder nach Sparten
Aktuelle Zahlen für Salzburg (Stand per 31. Dezember 2024)
| Mitglieder nach Sparten          | 2019   | 2024   |
| -------------------------------- | ------ | ------ |
| Gewerbe und Handwerk             | 20.908 | 25.102 |
| Industrie                        | 413    | 404    |
| Handel                           | 13.910 | 14.187 |
| Bank und Versicherung            | 104    | 85     |
| Transport und Verkehr            | 3.944  | 4.167  |
| Tourismus und Freizeitwirtschaft | 8.926  | 9.293  |
| Information und Consulting       | 9.104  | 10.295 |

## Gliederung
Territorial gliedert sich die WKS in eine Zentrale in der Stadt Salzburg sowie in 6 Bezirksstellen (Flachgau, Lungau, Pinzgau, Pongau, Salzburg-Stadt, Tennengau), welche neben den Branchenvertretungen die Erstansprechpartner für alle Mitglieder sind. Fachlich unterteilt sich die WKS in sieben Sparten, diese wiederum in 96 Fachorganisationen (Fachgruppen, Innungen, Gremien und Fachvertretungen), welche in Branchenangelegenheiten vertreten und beraten.
Das Wirtschaftsförderungsinstitut Salzburg ist eine Serviceeinrichtung der WKS und bietet Aus- und Weiterbildungsprogramme zum Erhalt und zur Verbesserung der fachlichen und unternehmerischen Qualifikationen.

## Präsidenten
- 2000 – 2005: Rainhardt Buemberger
- 2004 – 2013: Julius Schmalz
- 2013 – 2019: Konrad Steindl
- 2019 – 2020: Manfred Rosenstatter
- seit 2020: Peter Buchmüller[6][7]

## Beteiligungen
Mit Stand Juli 2024 gibt es 22 Beteiligungen, darunter:
- Fachhochschule Salzburg
- Tourismusschulen Salzburg
- Salzburgerland Tourismus
- Messezentrum Salzburg